# Mata Hari (rijksmonument)
Mata Hari is een rijksmonument op de Amsterdamse Wallen. Het complex bestaat uit enkele onderling verbonden panden aan de Oudezijds Voorburgwal 27 en 29 en een pand aan de Oudezijds Achterburgwal 20-22-24. Het complex dankt zijn naam aan een berucht illegaal gokpaleis, dat hier sinds begin jaren 70 van de vorige eeuw werd gevestigd. In 2007 werd het inmiddels leegstaande pand op aandringen van de gemeente Amsterdam gekocht door woningcorporatie Ymere, om te voorkomen dat hierin opnieuw illegale of schimmige activiteiten zouden worden ontplooid.

## Geschiedenis
De panden aan de Oudezijds Voorburgwal zijn waarschijnlijk in de 18e eeuw gebouwd. In de jaren twintig van de 20e eeuw kwam het in eigendom van de firma Determeyer, een fabrikant van uniformen en andere beroepskleding in de ruimste zin des woords, die in 1893 was begonnen aan de Oudezijds Voorburgwal 33. Naarmate de firma groeide, werden ook de buurpanden op de nummers 35, 31 en uiteindelijk 27 en 29 verworven, net zoals de panden die daarachter liggen, Oudezijds Achterburgwal 20 t/m 24. Aan deze zijde stonden oorspronkelijk drie huizen, waarvan twee tweelingpanden met puntgevels en een halsgevel. De gevels dateerden uit de 18de eeuw, maar het is aannemelijk dat achter de gevels zich oudere 17de-eeuwse huizen bevonden, vooral van de tweelingpanden (met hoge houten onderpuien).

## Overloop boven steeg Korte Niezel
Determeyer had er belang bij de afzonderlijke panden zo veel mogelijk inpandig met elkaar te verbinden. Daarom bouwde hij in 1929 een overloop (luchtbrug) over de Korte Niezel, een steeg die tussen de panden aan de Oudezijds Voorburgwal 31 en 33 liep. De overloop verbond de bovenste etages van zijn bedrijfspanden, en is vandaag de dag nog steeds te zien boven de Korte Niezel, inclusief opschrift van de inmiddels vertrokken firma Determeyer.

## Sloop en nieuwbouw
Toen het confectiebedrijf zowel Oudezijds Voorburgwal 27 en 29 bezat en ook de panden aan de Oudezijds Achterburgwal, volgde in de jaren dertig van de 20e eeuw een grootscheepse sloop en nieuwbouw. Aan de Achterburgwal werd de vorige, 17de-eeuwse bebouwing gesloopt, die uit aparte panden met oorspronkelijk woningen bestond. Determeyer gebruikte de bouwvallige panden echter voor zijn confectiefabriek. Op de oude fundering werd in 1939 nieuwbouw gepleegd, die er ongeveer uitzag zoals deze gevel er vandaag de dag nog uitziet. Ook werden de onderste etages van de panden Oudezijds Voorburgwal 27-29 en Oudezijds Achterburgwal 20-22-24 met elkaar verbonden, waardoor op de gehele eerste verdieping het atelier kon worden gevestigd.

## Zaken gaan minder
In de jaren 60 en 70 van de 20e eeuw liep de omzet van de firma Determeyer snel terug, doordat het minder ging met grote klanten in de rederijwereld. Het bedrijf kromp in en de firma zocht voorlopig een huurder voor het complex Oudezijds Voorburgwal 27-29/ Oudezijds Achterburgwal 20-22-24. De bekende onderwereldfiguur Simon Frederik ("Ome Frits") Adriaanse (1926-1996, bijnaam: Frits van de Wereld) die rijk was geworden met de exploitatie van gokkasten, gokpanden en bordelen en ook actief was in de sigaretten- en drugssmokkel, was een van de eersten die hiervan hoorde. Hij runde op dat moment een van zijn bordelen in Oudezijds Voorburgwal 25. Met de belofte dat hij het complex ernaast niet ook in gebruik zou nemen als bordeel, mocht hij het begin jaren 70 huren van de firma Determeyer.

## Gokhuis
De Amsterdamse politie kreeg in 1973 informatie dat Adriaanse een gokhuis dreef in het complex. Het gokhuis had de inmiddels naam Mata Hari aangenomen. De politie deed hierop inval op inval in een poging de illegale gokactiviteiten te bestrijden. Door handige juridische trucs en dekmantels wist Adriaanse vaak de dans te ontspringen, waardoor de gokactiviteiten tot diep in de 21e eeuw bleven.
Eén van de dekmantels was een Ambonese ontspanningsvereniging, die eind 1976 was opgericht. Een besloten vereniging die op dit adres gezelschapsspelletjes zou spelen. Maar volgens de officier van justitie die Adriaanse voor de rechter sleepte, werd er op de eerste verdieping van het pand stelselmatig gelegenheid gegeven tot gokken. Het zou gaan om Black Jack, en roulette, waarvan een deel van de balletjes zelfs verzwaard was. In 1978 verkocht Determeyer het pand aan de ‘financieel directeur’ van Amsterdam's crimineel Adriaanse: Corrie Tan Hui Lan, woonachtig te Singapore.  

## Black Jack
Een van de dekmantels was een Ambonese ontspanningsvereniging, die eind 1976 was opgericht. Een besloten vereniging die op dit adres gezelschapsspelletjes zou spelen. Maar volgens de officier van justitie die Adriaanse voor de rechter sleepte, werd er op de eerste verdieping van het pand stelselmatig gelegenheid gegeven tot gokken: Black Jack, en roulette, waarvan een deel van de balletjes zelfs verzwaard was.

## Verbouwing

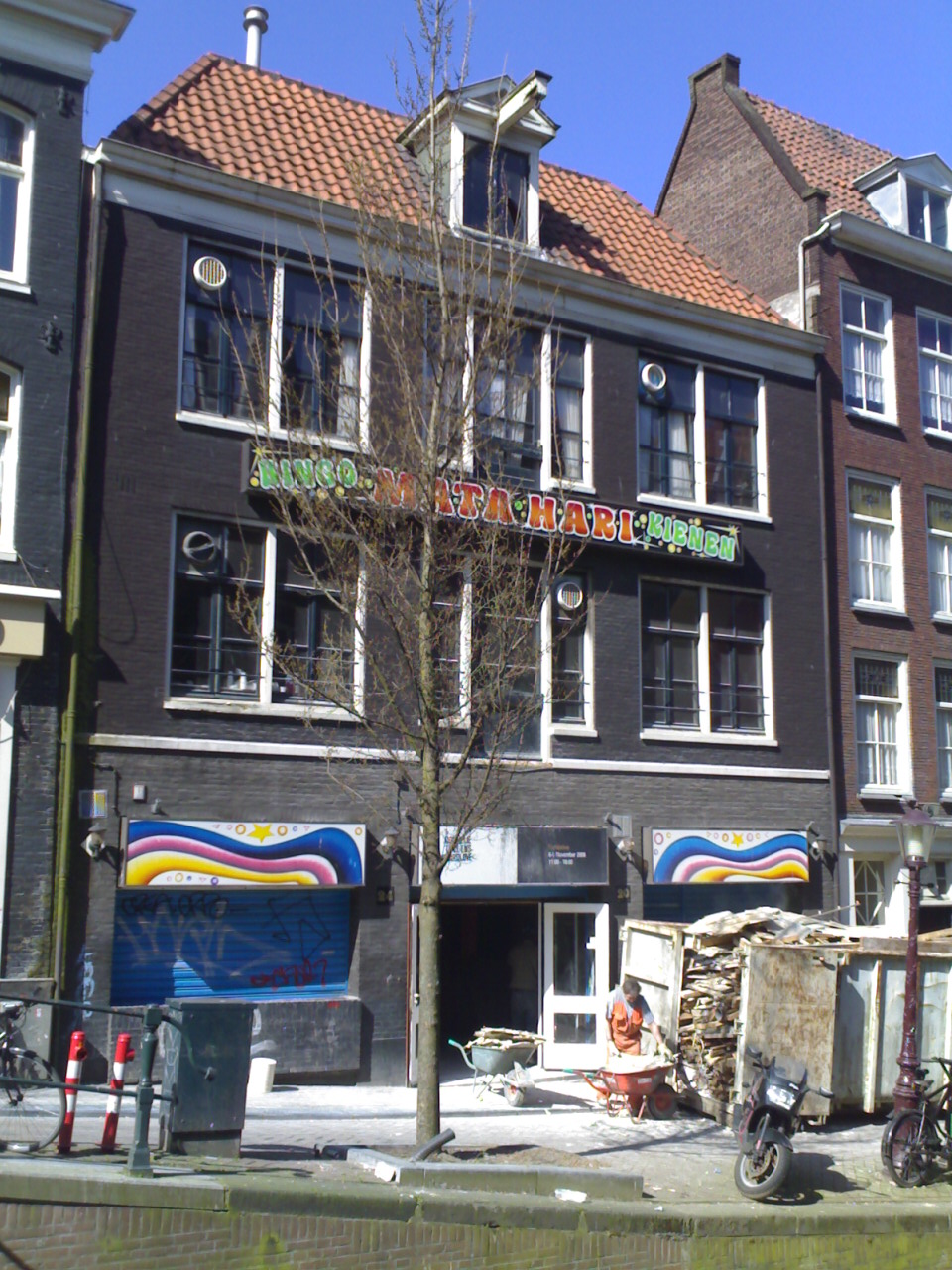
Ymere begint in 2009 met renovatie Mata Hari, aan de zijde van de Oudezijds Achterburgwal

In 1981 wilde Adriaanse het complex verbouwen en uitbreiden, waarvoor hij een bouwvergunning nodig zou hebben. Hij besefte echter dat hij voor de verbouwing van een illegaal gokhuis geen bouwvergunning zou krijgen. De autoriteiten traden hard op tegen gokhuizen, maar gedoogden bijna alle bordelen in dit deel van de stad. Daarom bazuinde hij zo veel mogelijk rond dat hij zou stoppen met het gokhuis, en er een bordeel in zou vestigen. Op de vloeren van de bovenste verdiepingen tekende hij de omtrekken van de peeskamertjes, liet dit zien aan de inspecteur van Bouw- en Woningtoezicht en vroeg een bouwvergunning aan. De bouwvergunning werd verstrekt, Adriaanse kreeg alle medewerking voor de verbouwing, maar de tussenwandjes voor de peeskamers kwamen er nooit. Mata Hari was opgeknapt en had er op de bovenste verdieping een mooie gokzaal bijgekregen voor de exclusieve gasten, de grotere gokkers. Ook werd het complex uitgerust met een luchtdrukgestuurd buizenpoststelsel voor geld- en fichestransport tussen de gokzalen en een zwaar beveiligde kluisruimte in de kelder van het complex.

## Dekmantels
Vanaf begin jaren 80 was ook bingo- en amusementsvereniging Ons Genoegen statutair gevestigd op het adres Oudezijds Achterburgwal 22. Volgens justitie was ook deze vereniging een dekmantel voor illegale gokactiviteiten in het pand. Als de politie weer eens binnenviel, werd razendsnel uit de kasten het bingomolentje tevoorschijn gehaald en de voorraad van armetierige bingoprijsjes, zoals pakjes koek, handdoeken, flesjes eau de cologne en andere paterfernalia. De aanwezige gasten, allen lid van de bingovereniging, speelden vervolgens de vermoorde onschuld. Het zat zo goed in elkaar, dat een veroordeling door de rechtbank werd teruggedraaid in hoger beroep en een vrijspraak volgde.

## Verkoop

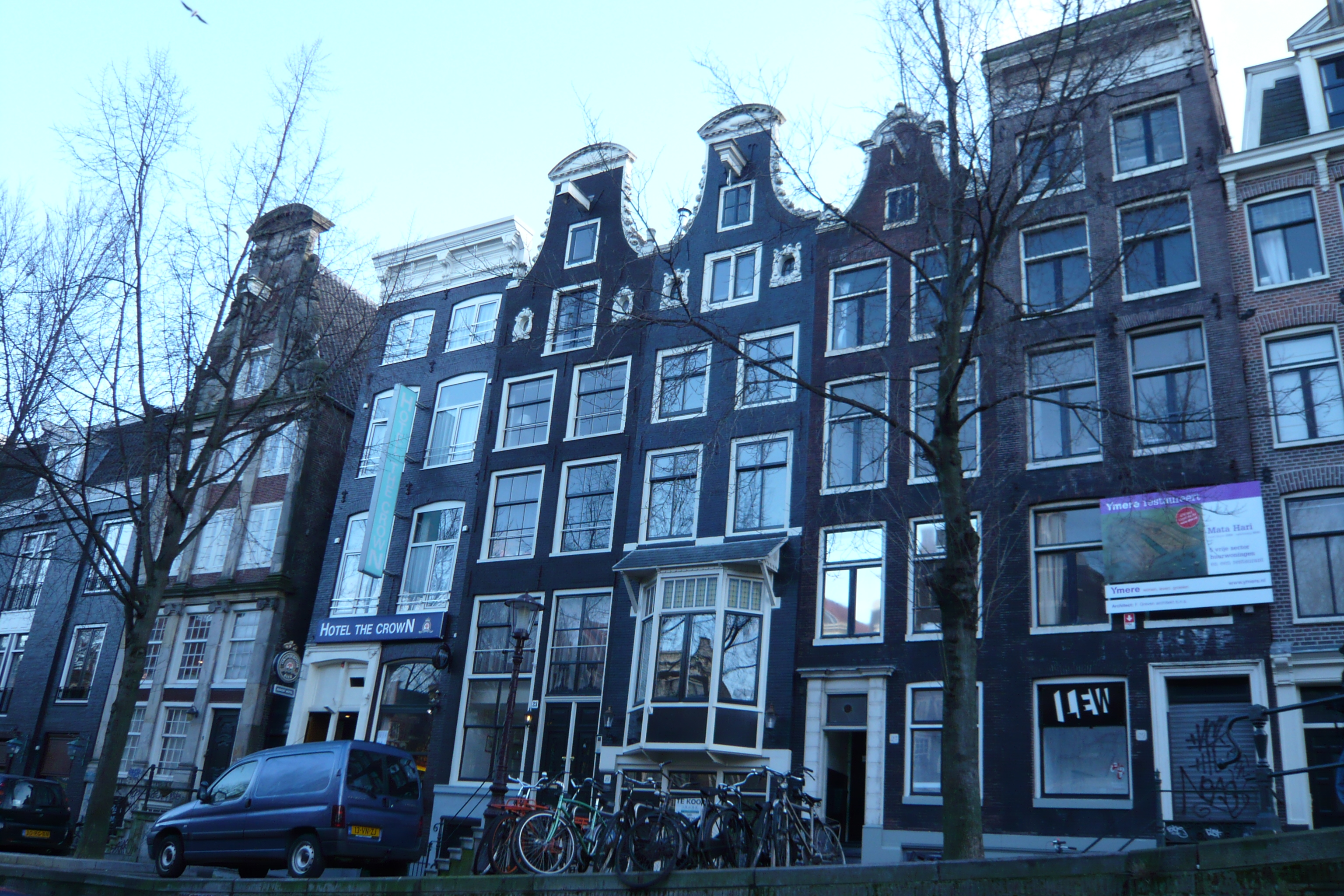
Mata Hari in 2009 (de twee gevels rechts)

Aan gokpand Mata Hari kwam pas een einde toen Adriaanse al lang was overleden (1996). De erfgenamen die de erfenis durfden te accepteren, verkochten het complex in 1998 voor een miljoen gulden door aan Robert van den Brom en Mohsen Fahim, die het complex al "deels in gebruik" hadden. In de koopovereenkomst stond de voorwaarde dat het huurrecht van de vereniging Ons Genoegen zou worden gerespecteerd, en dat een zuster van Adriaanse gratis boven de gokclub mocht blijven wonen. Nadien probeerde de gemeente herhaaldelijk om het complex Mata Hari te kopen, maar Van den Brom en Fahim verschilden van mening of ze op dat bod moesten ingaan.
Uiteindelijk gingen de eigenaren na bemiddeling van de gemeente Amsterdam overstag om het pand in 2007 te verkopen.

## 1012-project
De aankoop van Mata Hari door een woningcorporatie gebeurde in het kader van het 1012-project, waarbij 'crimineel' vastgoed wordt opgekocht en gerenoveerd. Het project heeft als doel om prostitutie en laagwaardige horeca terug te dringen en te vervangen door woningen en hoogwaardiger bedrijvigheid. In de zomer van 2009 stelde Ymere het pand Mata Hari beschikbaar voor het kunst- en muziekproject 'Rooms of Red Bull', bedoeld om het creatieve talent van jongeren te stimuleren. Daarna werd het pand enige tijd gebruikt voor het Red Light Fashion Amsterdam project. Dit ontstond uit een samenwerking tussen gemeente Amsterdam, NV Stadsgoed en HTNK, het advies- en bemiddelingsbureau voor de modebranche. Aangekochte panden werden als etalage, atelier- en woonruimte in bruikleen gegeven aan Nederlands modetalent.

## Oplevering en nieuwe bestemming
In 2010 en 2011 werd het complex door Ymere gerenoveerd. Het vernieuwde Mata Hari werd in maart 2011 geopend door de Amsterdamse wethouder Lodewijk Asscher, verantwoordelijk voor het 1012-project. Ymere verhuurt sindsdien het complex dat plek biedt aan een restaurant, kantoorruimte en vijf huurappartementen in de vrije sector.